# Courcelles (Meurthe-et-Moselle)
Courcelles ist eine französische Gemeinde mit 87 Einwohnern (Stand 1. Januar 2022) im Département Meurthe-et-Moselle in der Region Grand Est (bis 2015 Lothringen). Sie gehört zum Arrondissement Toul und zum Gemeindeverband Pays de Colombey et du Sud Toulois.

## Geografie
Die Gemeinde Courcelles liegt im Saintois an der Grenze zum Département Vosges, 35 Kilometer südlich von Nancy. In Courcelles entspringt der Ruisseau de la Chouée, der in Richtung Südosten zum Mosel-Nebenfluss Madon entwässert. Unmittelbar östlich der Gemeindegrenze verläuft die Wasserscheide der Einzugsgebiete von Rhein und Maas. Nördlich des flachwelligen Bodenreliefs um Courcelles erheben sich Höhenrücken, von denen sich die markante Colline de Sion mit dem Turm Signal de Vaudémont (541 Meter über dem Meer) abhebt. Der größte Teil des Gemeindegebietes wird landwirtschaftlich genutzt; im Südwesten erstreckt sich ein etwa 30 Hektar umfassendes Waldgebiet.
Nachbargemeinden von Courcelles sind Pulney im Norden, Fraisnes-en-Saintois im Osten, Blémerey im Süden, Chef-Haut im Südwesten, Aboncourt im Westen sowie Grimonviller im Nordwesten.

## Bevölkerungsentwicklung
| Jahr      | 1962 | 1968 | 1975 | 1982 | 1990 | 1999 | 2010 | 2021 |
| --------- | ---- | ---- | ---- | ---- | ---- | ---- | ---- | ---- |
| Einwohner | 120  | 122  | 115  | 102  | 94   | 101  | 107  | 90   |

Im Jahr 1881 wurde mit 327 Bewohnern die bisher höchste Einwohnerzahl ermittelt. Die Zahlen basieren auf den Daten von cassini.ehess und INSEE.

## Sehenswürdigkeiten
- Kirche St. Jakob (Saint-Jacques) mit romanischem Turm, Kirchenschiff und Apsis aus dem Jahr 1778

|  |  |

## Wirtschaft und Infrastruktur
Die Einwohner von Courcelles leben von der Landwirtschaft, der Forstwirtschaft und von kleinen Handwerksbetrieben. In der Gemeinde sind elf Landwirtschaftsbetriebe ansässig (Getreide- und Gewürzpflanzenanbau, Milchwirtschaft, Rinderzucht, Schaf- und Ziegenhaltung).
Courcelles liegt abseits der überregionalen Verkehrsströme. Sieben Kilometer östlich der Ortschaft verläuft die Straße von Mirecourt über Tantonville nach Nancy, acht Kilometer südlich die teilweise zweistreifig ausgebaute D166 von Épinal nach Neufchâteau mit Anschluss an die Autoroute A31.
Von 1883 bis 1953 hatte Courcelles einen Bahnanschluss an der Strecke von Frenelle-la-Grande/Puzieux nach Barisey-la-Côte. Der Personenverkehr wurde auf dieser Strecke bereits 1939 eingestellt. Westlich des Kernortes durchquerte die Bahnlinie einen 160 Meter langen Tunnel, der heute noch besteht. Die Bahnlinie ist heute überbaut, teilweise mit Radwegen.

## Persönlichkeiten
- Gédéon Sarasin (1576–1636), Grosskaufmann und Stammvater der Basler Patrizier- und Bankiersfamilie Sarasin

## Belege
1. ↑  Courcelles auf cassini.ehess
2. ↑  Courcelles auf insee.fr
3. ↑  Landwirtschaftsbetriebe auf annuaire-mairie.fr (französisch)
4. ↑  Bild des südlichen Tunnelportals. Archiviert vom Original (nicht mehr online verfügbar) am 22. September 2014; abgerufen am 1. Januar 2011.  Info: Der Archivlink wurde automatisch eingesetzt und noch nicht geprüft. Bitte prüfe Original- und Archivlink gemäß Anleitung und entferne dann diesen Hinweis.
5. ↑  Bild des ehemaligen Bahnhofes. Archiviert vom Original (nicht mehr online verfügbar) am 22. September 2014; abgerufen am 1. Januar 2011.  Info: Der Archivlink wurde automatisch eingesetzt und noch nicht geprüft. Bitte prüfe Original- und Archivlink gemäß Anleitung und entferne dann diesen Hinweis.